# Zerstörer 1936
Zerstörer 1936 byla třída torpédoborců německé Kriegsmarine z období druhé světové války. Představovaly mírně vylepšenou verzi předchozích tříd Zerstörer 1934 a Zerstörer 1934A. Celkem bylo postaveno šest jednotek této třídy. Pět jich bylo ve válce ztraceno.

## Stavba
Celkem bylo postaveno šest jednotek této třídy. Zakázku na ně získalo konsorcium Deschimag. Stavby se ujala loděnice AG Weser v Brémách. Oproti starším třídám došlo k několika úpravám. Redukce nástaveb měla pozitivní vliv na stabilitu. Vylepšené turbíny byly spolehlivější. Druhá trojice měla prodlouženou, tzv. atlantickou příď. Kýly plavidel byly založeny v letech 1936–1938. Do služby byly přijaty v letech 1938–1939.
Jednotky třídy Zerstörer 1936:
| Jméno                  | Založení kýlu | Spuštěna          | Vstup do služby | Status |
| ---------------------- | ------------- | ----------------- | --------------- | --- |
| Z17 Diether von Roeder | 1936          | 19. srpna 1937    | srpen 1938      | Dne 13. dubna 1940 potopen v bitvě u Narviku. |
| Z18 Hans Lüdemann      | 1936          | 1. prosince 1937  | říjen 1938      | Dne 13. dubna 1940 v bitvě o Narvik najel na břeh ve fjordu Rombaken (jinak též Rombaksfjord, část Ofotfjordu).                                     |
| Z19 Hermann Künne      | 1936          | 22. prosince 1937 | leden 1939      | Dne 13. dubna 1940 v bitvě o Narvik potopen v Herjangsfjordu (část Ofotfjordu).                                                                     |
| Z20 Karl Galster       | 1937          | 15. června 1938   | březen 1939     | Předán SSSR, přejmenován na Protschnyj, sloužil na Baltu. V 50. letech byl sešrotován.                                                              |
| Z21 Wilhelm Heidkamp   | 1937          | 2. srpna 1938     | srpen 1939      | Dne 10. dubna 1940 v první námořní bitvě u Narviku potopen přímo v přístavu Narvik. Torpédoval jej britský torpédoborec tříy G a H HMS Hardy (H87). |
| Z22 Anton Schmitt      | 1938          | 20. září 1938     | září 1939       | Dne 10. dubna 1940 v první námořní bitvě u Narviku potopen přímo v přístavu Narvik. Torpédoval jej britský torpédoborec HMS Hardy (H87).            |

## Konstrukce

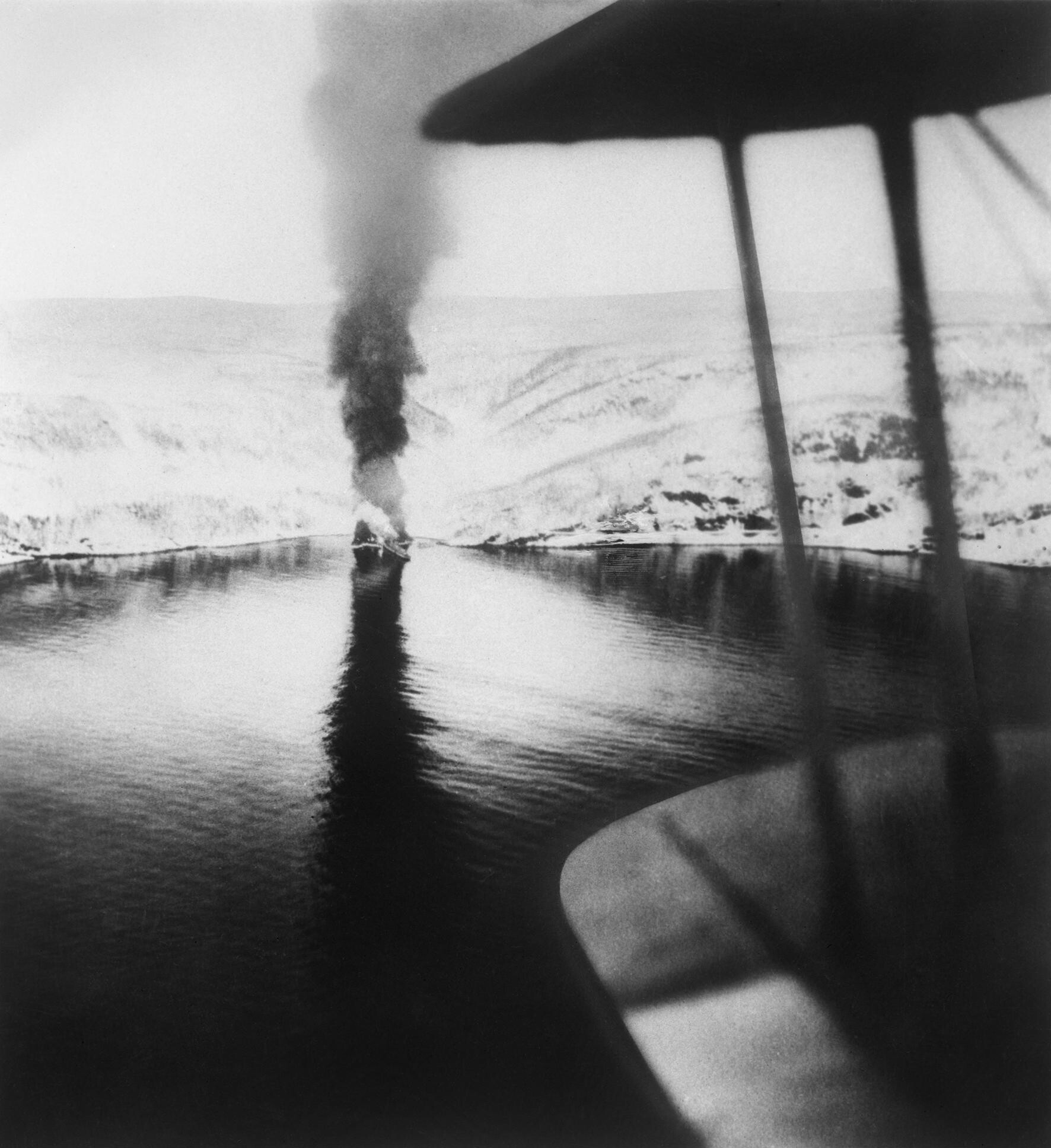
Z19 Hermann Künne

Výzbroj plavidel tvořilo pět 127mm kanónů v jednodělových věžích, čtyři 37mm kanóny, sedm 20mm protiletadlových kanónů a dva čtyřhlavňové 533mm torpédomety. K likvidaci ponorek sloužily čtyři vrhače hlubinných pum se zásobou osmnáct náloží. Dále pojmuly až šedesát námořních min. Pohonný systém tvořilo šest kotlů Wagner a dvě turbíny Deschimag o výkonu 70 000 shp, pohánějící dva lodní šrouby. Nejvyšší rychlost dosahovala 38,5 uzlu. Dosah byl 2050 námořních mil při rychlosti devatenáct uzlů.

### Modifikace
Roku 1939 plavidla dostala sonar S-Gerät. Výzbroj a vybavení byly průběžně modernizovány u přeživšího torpédoborce Z20. Roku 1941 výzbroj posílilo sedm 20mm kanónů. Roku 1942 byl instalován radar FuMO 21. Roku 1944 byly instalovány ještě radary FuMO 24, FuMO 63K a elektronické systémy FuMB 3 Bali a FuMB 4 Sumatra. Měnilo se i složení protiletadlové výzbroje.